# Bodeli
Bodeli è una suddivisione dell'India, classificata come census town, di 10.494 abitanti, situata nel distretto di Vadodara, nello stato federato del Gujarat. In base al numero di abitanti la città rientra nella classe IV (da 10.000 a 19.999 persone).

## Geografia fisica
La città è situata a 22° 16' 45 N e 73° 42' 37 E.

## Società

### Evoluzione demografica
Al censimento del 2001 la popolazione di Bodeli assommava a 10.494 persone, delle quali 5.436 maschi e 5.058 femmine. I bambini di età inferiore o uguale ai sei anni assommavano a 1.180, dei quali 658 maschi e 522 femmine. Infine, coloro che erano in grado di saper almeno leggere e scrivere erano 7.536, dei quali 4.265 maschi e 3.271 femmine.